# Éveux
Éveux település Franciaországban, Rhône megyében. Lakosainak száma 1169 fő (2022. január 1.). Éveux Sain-Bel, Sourcieux-les-Mines, L’Arbresle, Fleurieux-sur-l'Arbresle és Lentilly községekkel határos.

## Népesség
A település népességének változása:
| Lakosok száma | 1243 | 1197 | 1214 | 1169 | 1169 | 1164 | 1159 | 1169 | 1169 |
|               | 2013 | 2015 | 2016 | 2017 | 2018 | 2019 | 2020 | 2021 | 2022 |